# Biologia Centrali-Americana

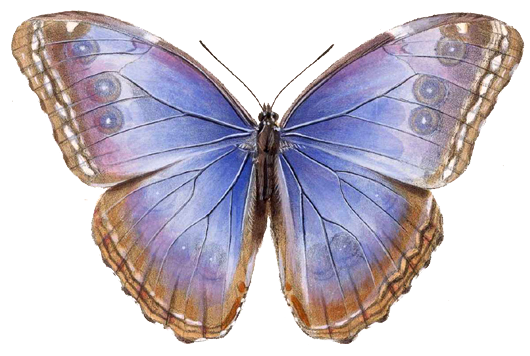
Representação de uma Morpho octavia na Biologia Centrali-Americana (placa 11 - Rhopalocera)

A Biologia Centrali-Americana é uma enciclopédia sobre a história natural do México e da América Central, editado em 215 partes, de 1879 até 1915 por  Frederick DuCane Godman e Osbert Salvin do Museu de História Natural de Londres.
Esta obra é ainda fundamental para o estudo das plantas e animais neotropicais, porque contém quase toda a biodiversidade conhecida do México e da América Central conhecida à altura da sua publicação.
Toda a série tem 63 volumes com 1677 placas litográficas (mais de 900 a cores), ilustrando mais de 18 mil assuntos. No total, 50263 espécies são tratadas, das quais 19263 são descritas como novas. A arqueologia foi adicionada ao projecto monumental devido às novas descobertas nessa área na região.
Desde que Biologia Centrali-Americana foi publicada, vários volumes são reeditados, mas no seu total a série é rara em bibliotecas e quase ausente em laboratórios de pesquisa da América Latina, onde é mais necessária.
O Smithsonian Institution está actualmente a digitalizar todo o trabalho para distribuição na internet.